# Garda (obec)
Garda je obec v provincii Verona v italském regionu Benátsko. Jde o jedno z nejmenších městeček v celé provincii. Leží na východním břehu Gardského jezera, od Verony je vzdálená 32 kilometrů.

## Památky
- Stará vesnička Garda: úzké uličky, kde nejzajímavějšími stavbami jsou Villa Albertini (16. století)
- Kapitánský palác, což je benátský palác ze 14. století, Villa Carlotti a kostel Nanebevzetí Panny Marie z 18. století
- Stará skála Garda: nachází se 300 metrů nad městečkem a návštěvníkům nabízí překrásné výhledy na celé jezero, ve stejné výšce se nachází karmelitský kláter z 15. století.
- San Vigilio: Název je odvozen od svatého Vigilia (San Vigilio), který byl biskupem v Trentu od roku 385 do 402. Slávu získala poté, co si v roce 1540 hrabě Agostino Brenzoni postavil v malém parku vilu podle návrhu Michele Sammicheli (1484-1559). Tato Villa Brenzoni přivítala řadu známých a významných osob, mezi které patřili car Alexandr, král Neapole, Winston Churchill, Laurence Olivier, král Juan Carlos a Britská královská rodina. Poloostrov San Vigilio, kde vila původně stála, popisuje Riccardo Bacchelli jako "šťastné a bezstarostné místo."